# Cyprus (DLR)
Pour les autres significations, voir Cyprus.
Cyprus (en anglais : Cyprus DLR station), est une station de la ligne de métro léger automatique Docklands Light Railway (DLR), en zone 3 Travelcard. Elle  est située sur la Royal Albert Way, à Cyprus (en) dans le borough londonien de Newham sur le territoire du Grand Londres.

## Situation sur le réseau

Plan de la ligne du métro léger DLR.

Située en aérien, Cyprus est une station, de la branche est Canning Town - Beckton, de la ligne de métro léger Docklands Light Railway, elle est établie entre les stations : Gallions Reach, en direction de Beckton, et Beckton Park, en direction de Canning Town,. Elle est en zone 3 Travelcard.
Station de passage, elle dispose des deux voies, numérotées 1 et 2, de la ligne encadrées par deux quais latéraux.

## Histoire
La station de passage Cyprus est mise en service le 28 mars 1994, lors de l'ouverture de la prolongation de Poplar à Beckton, dite branche est Canning Town - Beckton du Docklands Light Railway (DLR).
En 2016, la fréquentation de la station est de 1,482 millions d'utilisateurs.

## Services aux voyageurs

### Accès et accueil
L'entrée de la station est accessible par la Cyprus PI. Elle est accessible aux personnes à la mobilité réduite.

### Desserte
La station Cyprus DLR est desservie par les rames des relations : Stratford International - Beckton et Tower Gateway - Beckton,.

Installations et desserte
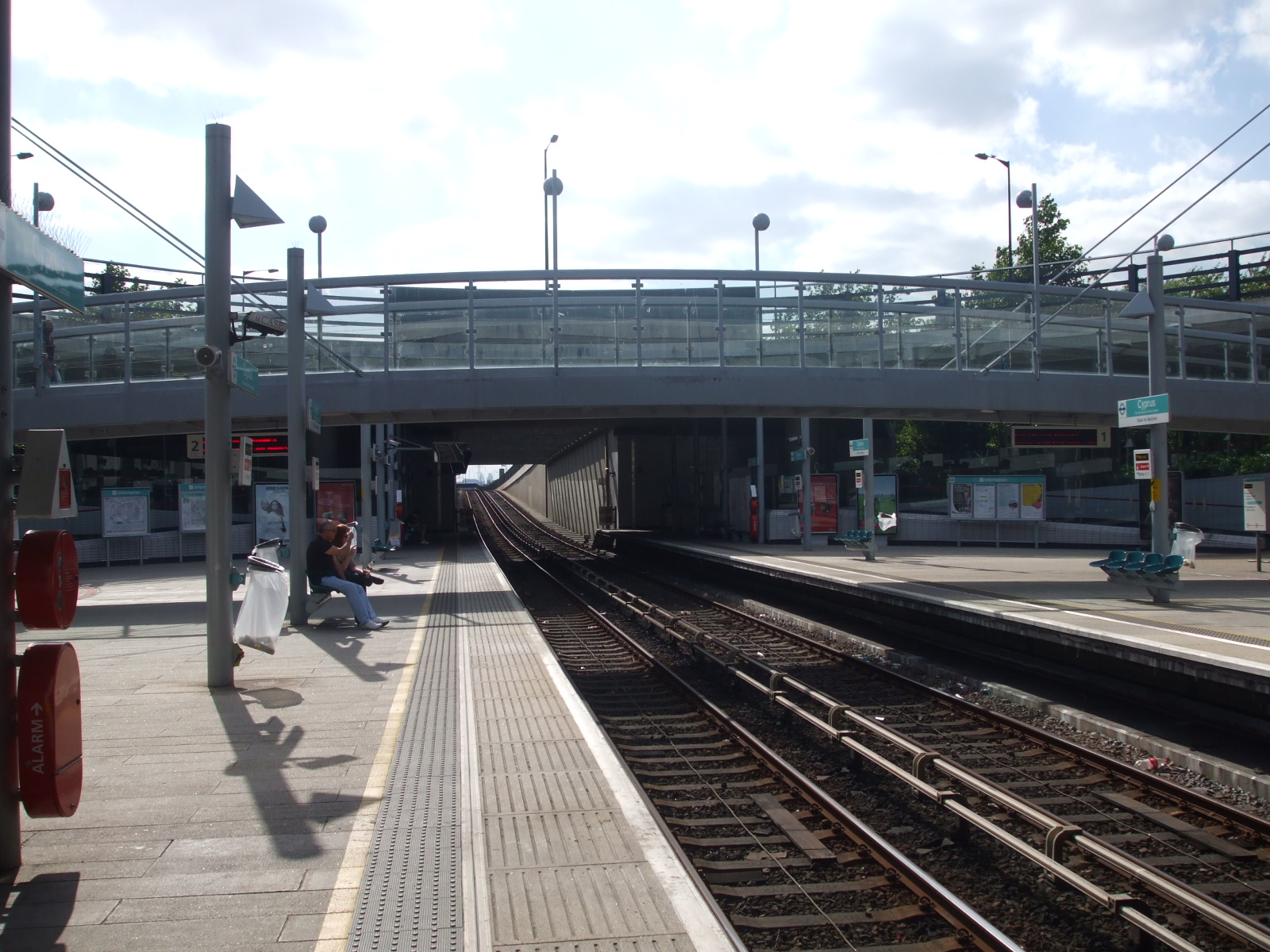
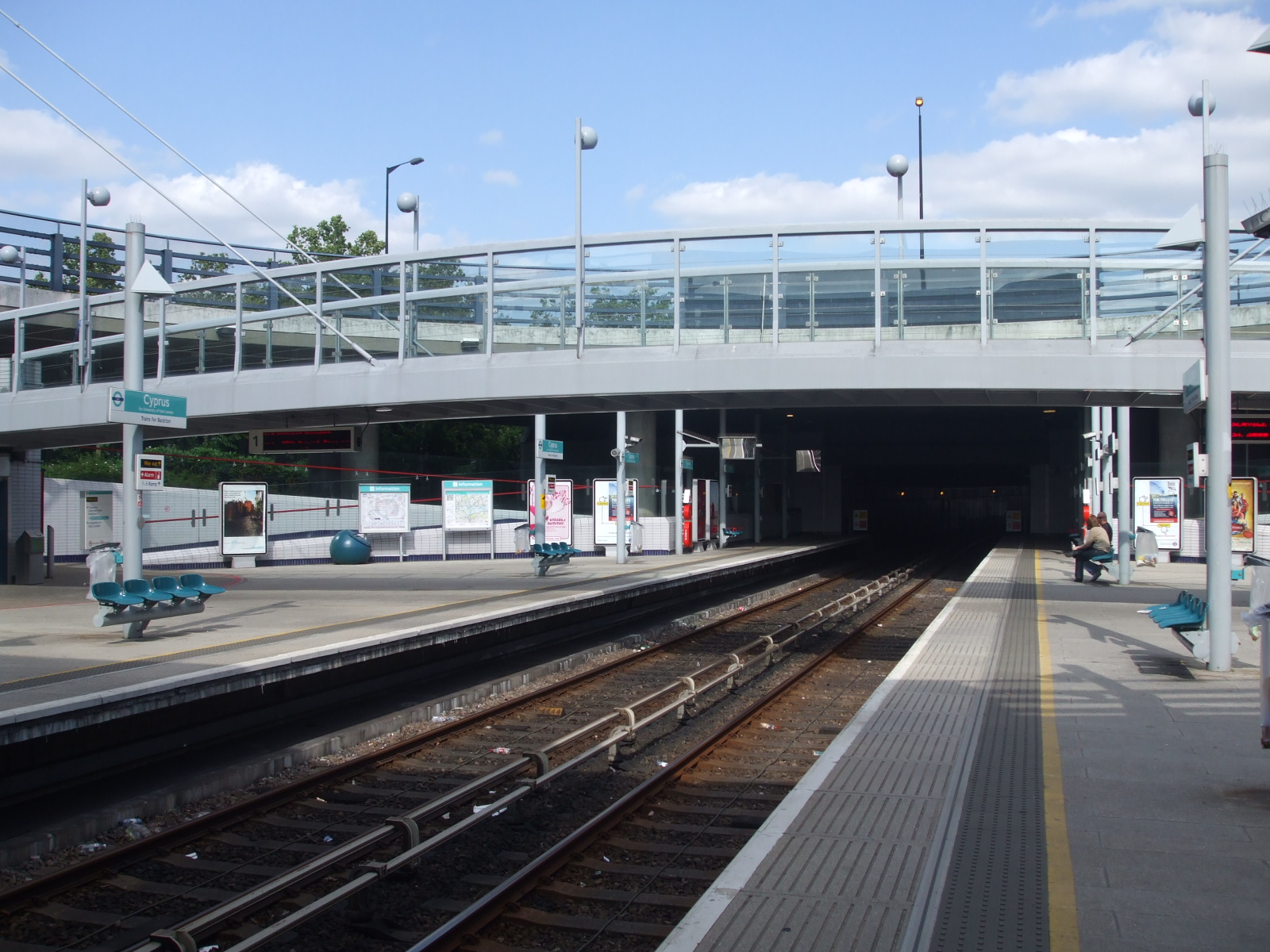
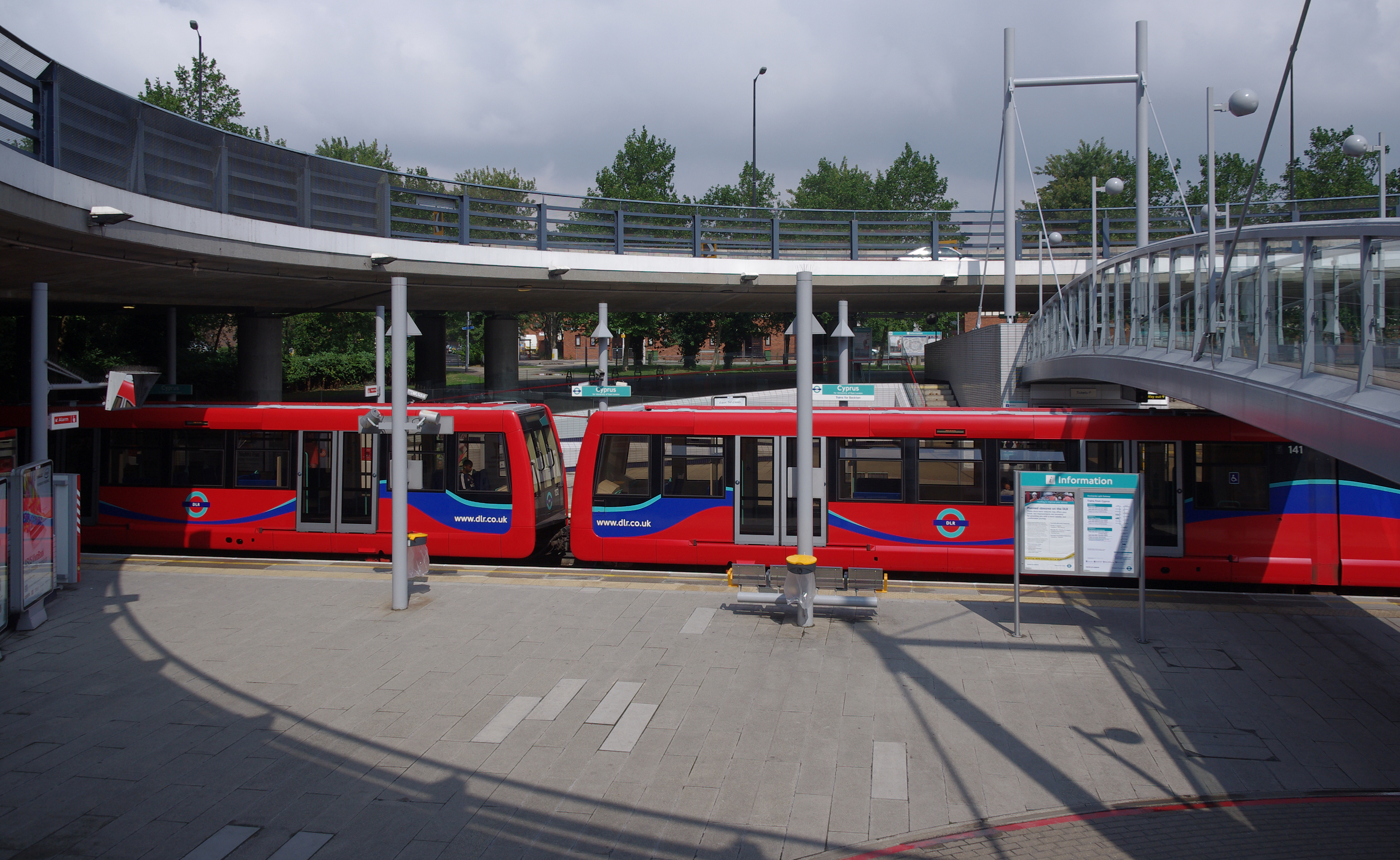

### Intermodalité
Des arrêts de bus sont desservis par les lignes : 101, 366, 376, 474 et 678.

## À proximité
- Cyprus (en)
- Université de Londres-Est (desserte du campus des Docklands)